# 察皮夫卡
50°14′37″N 35°51′9″E / 50.24361°N 35.85250°E
察皮夫卡（烏克蘭語：Цапівка）是位於烏克蘭東部的村莊，由哈爾科夫州博霍杜希夫區的佐洛奇夫市鎮負責管轄。該村處於羅戈江卡河畔，始建於1700年，面積3.78平方公里，海拔高度186米，2001年人口587。